# Jaroslav Stehlík
Jaroslav Stehlík (11. dubna 1923, Jihlava – 2019, Brno) byl český přírodovědec, entomolog.

## Biografie
Vystudoval gymnázium v Třebíči a následně absolvoval Přírodovědeckou fakultu Masarykovy univerzity v Brně. Věnoval se výzkumu v oboru entomologie, byl odborníkem na řád polokřídlých (hemiptera), zejména zkoumal rozšíření ploštic (heteroptera) na Moravě. Pracoval v entomologickém oddělení Moravského zemského muzea, jehož byl od roku 1947 přednostou. V roce 1955 byl jmenován zástupcem ředitele MZM a v letech 1957 a 1958 působil také jako ředitel muzea. V letech 1960–1968 pracoval jako vedoucí biologického ústavu a po roce 1968 jako vedoucí přírodovědného odboru MZM. Celkem pracoval ve vedoucích funkcích přírodovědného oddělení MZM 40 let, během nichž byly značně rozšířeny entomologické sbírky muzea, mj. i nákupem několika velkých sbírek.
Publikoval v odborném přírodovědném tisku doma i v zahraničí. Od roku 1954 působil také jako vědecký redaktor časopisu Acta Musei Moraviae, Scientiae naturales – Časopis Moravského muzea, Vědy přírodní.